# Distorsio perdistorta
Distorsio perdistorta är en snäckart som beskrevs av Fulton 1938. Distorsio perdistorta ingår i släktet Distorsio och familjen Personidae. Inga underarter finns listade i Catalogue of Life.